# Karimganj (Bangladesh)
Karimganj è un sottodistretto (upazila) del Bangladesh situato nel distretto di Kishoreganj, divisione di Dacca. Si estende su una superficie di 200,52 km² e conta una popolazione di 287 807 abitanti (censimento 2011).